# فيسكه
فيسكه (بالإيطالية: Vische)‏ هي بلدية في مدينة تورينو الحضرية، في منطقة بيمنتة الإيطالية، وتقع على بعد 35 كم شمال شرق تورينو.
تقع فيتشي على حدود بلديات سترومبلي وفيستيجن وبورجوماسينيو وكنيديا كانيفيز ومنكريفيليو ومازى وفيلاريجيا.